# Simmons Lake, British Columbia
Simmons Lake är en sjö i Kanada.   Den ligger i provinsen British Columbia, i den centrala delen av landet, 3 900 km väster om huvudstaden Ottawa. Simmons Lake ligger 951 meter över havet. Arean är 0,55 kvadratkilometer. Den sträcker sig 1,1 kilometer i nord-sydlig riktning, och 1,2 kilometer i öst-västlig riktning.
Trakten runt Simmons Lake är nära nog obefolkad, med mindre än två invånare per kvadratkilometer.